# Немертини
Немерти́ни (Nemertea, Nemertina) — тип двобічносиметричних тварин, які за формою нагадують стьожкових червів. Відомо близько 1 тисячі видів у 250 родах.

## Коротка історія відкриття немертин
Радянський зоолог Н. А. Ливанов (1955) відкриває свій аналіз організації цього типу тварин із вказівки, що немертини становлять етап історичного розвитку живих форм, що безпосередньо випливає за розвитком типу плоских червів. Однак треба підкреслити, що немертини – істотно новий етап еволюції життя. Правда, протягом довгого часу основні особливості немертин залишалися невідомими. Тому зоологи XVIII в., що виявили немертин і вперше спробували їх вивчити, помилково оцінювали положення цієї групи тварин у системі. Ще в 1758 р. Барлейз описав одну з немертин, дав її зображення й назвав її… «довгим морським червом» (Sea Long Worm). В XVIII в. відомості про організацію немертин поступово розширювалися. Однак в «Системі природи» Карла Лінея про них нічого не говорилося, і тільки в 13-му виданні цієї знаменитої праці, випущеної у світ в обробці Гмеліна, з’являються відомості про цю групу тварин. Гмелін назвав немертин хробаками й указав на подібність їх із планаріями. В XIX в. значно поповнилися відомості про географічне поширення немертин і дані про їхню організацію. Багато великих зоологів цього століття привнесли в науку нові відомості про цих оригінальних й цікавих тварин, що живуть переважно в морях усього світу, і лише частково – у прісних водах. Тільки в XIX в. було запропоновано й саму назву – «немертини». Уперше знаменитий французький зоолог Жорж Кюв’є (1815) дав цю назву одній з немертин, відомої нині як Lineus longissimus. Кюв’є назвав цього довгого «хробака» – Nemertes, а в 1831 році інший знаменитий учений – Еренберг позначив так всю групу й дав їй назву, що збереглася понині, – Nemertini.
Довгий час залишалося неясним положення немертин у зоологічній системі. О. Ф. Мюллер в 1776 р. прилічив немертин до аскарид (круглі черви). Кюв’є був першим ученим, що виділив немертин із групи війчастих хробаків. Однак ще протягом тривалого періоду положення немертин у зоологічній системі залишалося неясним. Деякі вчені схилялися до зближення немертин з кільчастими хробаками. Однак після ретельного вивчення організації немертин стало ясним, що вони утворять відособлену групу тварин, все-таки родинну до війчастих червів-турбеллярій. Головна заслуга в з’ясуванні характеристики немертин належить німецькому зоологові Отто Бюргеру.

## Опис
Немертини, безсумнівно, мають оригінальну будову, і вона довгий час перешкоджала встановленню їхнього положення в зоологічній системі. У немертин дуже довге тіло, хоча відомі й форми невеликих розмірів, і схожі на п’явок. Однак у більшості випадків це дуже тонкі й довгі форми. Зазвичай тіло їхнє кругле в поперечному перерізі. Найменші форми досягають усього 3-10 мм завдовжки, однак англійський зоолог Мак Інтош нерідко виявляв біля берегів Великої Британії немертину Lineus longissimus, що досягає 5-8 м завдовжки, при ширині тіла 2,5–9 мм. Однак більшість видів досягає всього 2-20 см у довжину при ширині в 1-5 мм. Ці співвідношення дуже характерні для немертин – всі вони тонкі, шнуроподібні. Товстіші форми, що нагадують п’явок, – виняток. 

Однак найголовніші відмітні ознаки будови немертин не в розмірах і не в пропорціях тіла. Ще важливішими є деякі особливості їхньої Будови. Тіло немертин покрите епітелієм, дуже багатим залозами й покритим війчастим покривом. Під епітелієм розвинена багатошарова мускулатура. Як у плоских хробаків, у немертин немає порожнини тіла й простір між внутрішніми органами й стінками тіла заповнено паренхімою. Нервова система у виді головного вузла («мозку») і двох поздовжніх нервових стовбурів.
У цих ознаках немертини мають значну подібність із плоскими червами. Однак у них є органи, що ставлять немертин на більше високий ступінь розвитку. По-перше, кишечник завжди закінчується задньопрохідним отвором. По-друге, хоча в немертин немає спеціальних органів дихання, зате розвинена кровоносна система, якої у плоских хробаків немає. Потрібно далі відзначити, що кровоносна система немертин замкнута, тобто кров вертається тільки по кровоносних судинах. Це, безсумнівно, ознака вищої організації. Характерним органом немертин є хобот. Він лежить в особливій піхві над кишечником. Назовні він витикається або через особливий отвір або через рот. При цьому хобот увернутий у хоботну порожнину, або ринхоцелом. Скороченням спеціальної мускулатури хобот висувається назовні як вивернутий палець рукавички. Особливі м’язи ретрактори можуть повернути хобот у вихідне положення. Хобот – це грізна зброя немертин. Немертини – хижаки. У деяких з них хобот оснащений спеціальною отрутною залозою й гострим стилетом, що простромлює жертву. Великі немертини нападають навіть на дрібних риб, але головною їхньою їжею служать кільчасті хробаки (аннеліди). Хобот, однак, тільки знаряддя вбивства. Харчування здійснюється звичайним шляхом. У немертин є ротовий отвір, що розташований на передньому кінці черевної сторони тіла. Він веде в глотку, що переходить у довгу кишку, над передньою частиною якої й лежить хобот. Кишка має бічні кишені й переходить у задню кишку, що відкривається, як уже вище сказано, назовні анальним отвором.
Кровоносна система складається із двох бічних поздовжніх стовбурів й одного спинного, що обминають уздовж середньої кишки. Кров у немертин безбарвна або червона, і тече вона від заднього кінця тіла до переднього. Дві коротких судини з миготливими клітинами виконують функції видільного апарата. Головні нервові вузли досягають значного розвитку й утворюють «мозок» немертин. Від цього «мозку» беруть свій початок два повздошно-бічних нервових стовбури. Слід зазначити, що головні нервові вузли, що утворять «мозок» немертин, зв’язані нервовими тяжами (коміссурами), що утворять кільце, крізь яке проходить уже відомий нам хобот.
Багато немертин мають разюче гарне забарвлення. Нерідко вони забарвлені в жовті, коричневі, червоні тони. Іноді немертини пофарбовані в чистий білий або темно-зелений цвіт. Фарби відрізняються блиском. Крім того, основне барвисте тло пожвавлюється характерним малюнком у вигляді сітчастої або мармурової фактури. Нерідко голова несе особливе фарбування або малюнок. Ці гарні малюнки залежать від наявності барвистих секретів шкірних залоз і пігментів. Слід зазначити, що дуже часто забарвлення немертин є маскувальним.
Немертини здатні до регенерації.

## Спосіб життя
Море — типова стація немертин. Більшість видів пристосована до берегової зони, де вони забираються між каміння, у щілині скель, в отвори коралового вапняку або в гущавину морських водоростей. Деякі немертини зариваються в пісок, інші живуть у трубках, побудованих за рахунок виділень шкірних залоз. Деякі види пристосувалися до життя на землі, а представники одного роду проникли в прісну воду. Як уже було сказано, немертини-хижаки. Однак деякі з них ведуть існування «нахлібників», або комменсалів, користуючись їжею інших тварин. Втім, вони не заподіюють цій тварині якої-небудь шкоди. Однак деякі немертини стали паразитами.

## Розмноження та розвиток
На відміну від плоских хробаків, немертини — роздільностатеві тварини, тобто в них відомі самці й самки, хоча зовні вони нерозрізнені. Статеві залози лежать із боків кишкової трубки й правильно повторюються, розташовуючись у проміжках між кишенями середньої кишки. Статеві отвори залоз лежать на спинній стороні тіла. Зрілі яйця виділяються назовні й тут запліднюються спермою самців. У багатьох немертин, перш ніж це трапиться, яйця зберігаються в кільцевих коконах на тілі самки.
У багатьох видів немертин розвиток супроводжується формуванням особливої личинки. Недосвідчена людина ніколи не скаже, що ця личинка, так званий пілідій – майбутня немертина. Вона не схожа на дорослу немертину, тому й варто вважати, що розвиток немертин може відбуватися з перетворенням. Пілідій схожий на каску або шолом. Дрібні війки покривають все тіло пілідія, а край «капелюха», або «шолома» покривають більші війки. Над «шоломом» розвинений довгий пучок тім’яних джгутів, тоді як з боків висять дві широкі лопати. Між ними розташований ротовий отвір, що веде в кишечник, який не має анального отвору. У результаті дуже складних перебудов внутрішньої організації пілідія утворюється молода немертина, що вивільняється з покривів личинки.